# جبل مون
جبل مون (به عربی: جبل مون) یک کوه و منطقه مسکونی در سودان است که در دارفور غربی واقع شده‌است.